# Jinnō Shōtōki

Kitabatake Chikafusa, el autor del Jinnō Shōtōki.

El Jinnō Shōtōki (神皇正統記, "Crónicas de los Auténticos Linajes de los Divinos Emperadores") es un libro histórico japonés escrito por Kitabatake Chikafusa. El trabajo buscó aclarar la génesis y las posibles consecuencias de una crisis contemporánea en la política japonesa, y disipar o al menos mejorar el desorden predominante.

El texto comienza con estas declaraciones como prólogo:
El Gran Japón es la tierra divina. El progenitor celestial lo fundó, y la diosa del sol se lo legó a sus descendientes para gobernar eternamente. Solo en nuestro país es así; No hay ejemplos similares en otros países. Es por eso que nuestro país se llama la tierra divina.

## Historia
Chikafusa había sido un cuidadoso estudiante del libro Nihonshoki (日本書紀, "Las crónicas de Japón"), y este trasfondo se refleja en la estructura narrativa de su Jinnō Shōtōki. También conocía bien a Watarai Ieyuki (度会家行), un destacado sacerdote sintoísta en el Santuario de Ise. La vida de estudio de Watarai había contribuido significativamente a aclarar la teoría del sintoísmo de Ise, y este punto de vista se refleja en el tono del Jinnō Shōtōki.
El trabajo en su conjunto se escribió en los años 1338-1341 en la fortaleza de Oda en la provincia de Hitachi, Japón (actual ciudad de Tsukuba, prefectura de Ibaraki) y luego se modificó en 1343 en la fortaleza de Seki.
Se cree que las partes principales del texto probablemente fueron redactadas en el otoño de 1339, cuando murió el emperador Go-Daigo y su sucesor Go-Murakami fue entronizado. Los estudiosos actuales aceptan que falta el texto original y que todas las versiones existentes del texto son, por lo tanto, versiones manuscritas que difieren ligeramente del original. Un sentido de inmediatez parece informar la escritura, y esto puede deberse a que la narrativa tiene un propósito específico, más enfocado: instruir al joven emperador Go-Murakami (r. 1339-1368). Una frase curiosa en la última página del trabajo, "Este libro está dirigido a un niño", ha sido interpretada como una dedicación a Go-Murakami o Yuki Chikatomo.

## Análisis
En el Jinnō Shōtōki, se describe el reinado de cada emperador desde el período mitológico hasta la entronización de Go-Murakami, junto con observaciones personales de Chikafusa basadas en sus propias creencias políticas y éticas. Las crónicas sirven así como contexto para que Chikafusa exponga sus puntos de vista sobre la conducta apropiada para los soberanos japoneses y, por lo tanto, intente justificar la legitimidad de la Corte del Sur.
El libro alentó mucho a la facción que apoyaba a la Corte del Sur durante el período Nanboku-chō. El trabajo de Chikafusa fue aún más importante debido a la relativa debilidad de la Corte del Sur en su campaña militar extendida contra los ejércitos de la Corte del Norte. El libro fue reconocido temprano como un análisis convincente y sutil de la historia de Japón y sus emperadores. Desde el principio, fue leído no solo por los seguidores de la Corte del Sur, sino también por los partidarios de la Corte del Norte. Sin embargo, su crítica a Ashikaga Takauji no fue bien recibida en los círculos de la Corte del Norte, y esa sección del texto original se omitió en copias de manuscritos que circulaban fuera del ámbito de la Corte del Sur.
Chikafusa argumentó que poseer los Regalia Imperial de Japón es una condición absoluta e indispensable para ser reconocido como un monarca japonés. Chikafusa sostuvo que mucho sobre la forma de gobierno japonesa era demostrablemente ideal, y que es apropiado y beneficioso para el emperador y los nobles de la corte gobernar y para que el samurái y otros sean guiados por ellos.
Después de que se reunieron las cortes del norte y del sur, se distribuyó una curiosa "secuela" autodenominada del Jinnō Shōtōki. El libro, escrito por Ozuki Harutomi (小槻晴富), fue creado bajo la influencia del shogunato Ashikaga con el fin de justificar la legitimidad de la Corte del Norte.

## Mito
Tokugawa Mitsukuni, el daimio del período Edo del Dominio de Mito, valoró mucho el trabajo de Chikafusa, una opinión que expresó en la crónica japonesa Dai Nihonshi (大日本史): "Historia del Gran Japón". El patrocinio de Mitsukuni aseguró que las perspectivas y la ideología del Jinnō Shōtōki se propusieran en la Escuela de Mito (水戸学). Estas influencias previas a Meiji contribuyeron al desarrollo del Kō Koku Shi Kan (皇国史観), una visión de la historia en la que Japón es considerado como una nación divina gobernada por emperadores en una sola línea familiar desde su comienzo. Estos conceptos se hicieron aún más importantes en la ideología nacional bajo el militarismo japonés durante la Segunda Guerra Mundial.
Hoy, el Jinnō Shōtōki se destaca por sus propios méritos literarios e históricos. Ha adquirido un valor añadido a lo largo de los siglos. El trabajo de Chikafusa logra inspirar; y porque lo hace, el libro refleja efectivamente las respuestas en serie de lectores y pensadores a lo largo de los períodos en que ha sido estudiado y meditado. Alternativamente, el valor del trabajo puede haberse acumulado porque una mente talentosa, original y madura "llegó al nivel de la explicación histórica secular".